# Črnova
Črnova – wieś w Słowenii, w gminie miejskiej Velenje. W 2018 roku liczyła 418 mieszkańców. 